# كلود غرينغ
كلود غرينغ (بالفرنسية: Claude Grange)‏ هو نحات فرنسي، ولد في 23 سبتمبر 1883 في فيين في فرنسا، وتوفي في 22 سبتمبر 1971 في باريس في فرنسا.

## معرض صور

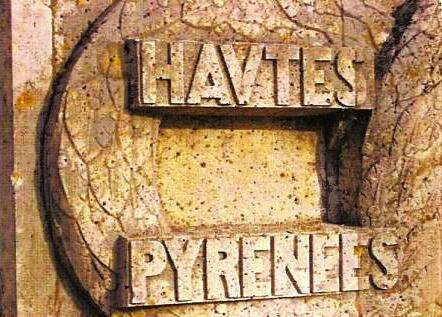
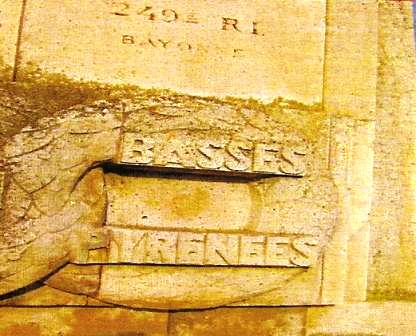
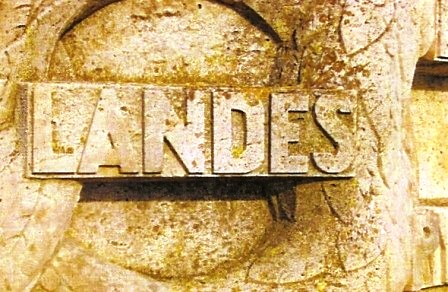